# Vitalij Makarov
Vitalij Valer'evič Makarov (in russo Виталий Валерьевич Макаров?; tr.en.: Vitaliy Valeryevich Makarov; Tegul'det, 23 giugno 1974) è un ex judoka russo, vincitore di una medaglia d'argento ai Giochi olimpici di Atene 2004.

## Carriera
Dopo 10 anni di carriera ai massimi livelli nella disciplina, Makarov - considerato uno dei migliori judoka russi - è diventato allenatore della squadra judoka nazionale.

## Palmarès
| Anno | Manifestazione    | Sede              | Evento | Risultato | Note |
| ---- | ----------------- | ----------------- | ------ | --------- | ---- |
| 1994 | Mondiali juniores | Il Cairo          | 71kg   | Oro       |      |
| 1998 | Europei           | Oviedo            | 73kg   | 5º        |      |
| 1999 | Mondiali          | Birmingham        | 73kg   | Argento   |      |
| 1999 | Europei           | Bratislava        | 73kg   | Bronzo    |      |
| 2000 | Europei           | Breslavia         | 73kg   | Argento   |      |
| 2000 | Giochi olimpici   | Sydney            | 73kg   | NF        |      |
| 2001 | Mondiali          | Monaco di Baviera | 73kg   | Oro       |      |
| 2003 | Mondiali          | Osaka             | 73kg   | Bronzo    |      |
| 2004 | Giochi olimpici   | Atene             | 73kg   | Argento   |      |